# Wildrettung
Maßnahmen zur Wildrettung sind beim Mähen von landwirtschaftlichen Flächen im Interesse des Tierschutzes erforderlich, um die Verletzung von Wildtieren zu vermeiden. Wildrettung obliegt den Eigentümern und Bearbeitern der Flächen. Ein Jagdausübungsberechtigter muss zur Mitarbeit bereit sein.
Besonders gefährdet sind Bodenbrüter, Junghasen und Rehkitze beim ersten Schnitt auf dem Grünland, da sie im hohen Gras kaum zu erkennen sind. Als Ablieger drücken sich Kitze wie Junghasen bei Gefahr instinktiv noch tiefer starr zu Boden. Zu oft sind Fahrer schnell fahrender Kreiselmäher nicht mehr in der Lage, beim Erkennen von Tieren noch rechtzeitig anzuhalten. In der Getreide- und Rapsernte besteht zwar prinzipiell die gleiche Gefahr, jedoch sind die Jungtiere dann schon etwas älter und können besser flüchten.

## Maßnahmen bei Rehwild
Besonders in Bezug auf Rehwild tragen folgende Maßnahmen zur Wildrettung bei:
- Duftzäune können Wild zeitweise vergrämen. Besonders entlang viel befahrener Straßen wird diese Methode benutzt. Dazu werden Pfähle mit einem Polyurethanschaum versehen, der eine für das Wild übelriechende Repellent-Substanz ausgast.
- Durch Anmähen der Flächen etwa einen Tag vor Beginn der Hauptarbeit wird das Wild auf der zu mähenden Fläche so beunruhigt, dass die Ricken die Kitze wegführen. Die eigentliche Mahd muss erfolgen, bevor die Ricken sich beruhigen und ihre Kitze wieder in die Fläche zurückführen.
- Blinklichter am Abend vor dem Mähen in die Wiese gestellt.[2]
- Die Flächen können mit Hunden abgesucht werden. Hier sind die Jagdausübungsberechtigten im Sinne des Jagdschutzes in der Regel gerne behilflich. Der Einsatz gut ausgebildeter Vorstehhunde ist bei dieser Maßnahme vorteilhaft.
- Mit steigender Verbreitung von Drohnen wie unbemannten Multicoptern werden diese zum Aufspüren eingesetzt.[3][4] Seit 19. März 2021 zahlt die deutsche Bundesanstalt für Landwirtschaft und Ernährung einen Zuschuss zur Anschaffung entsprechender Drohnen mit Wärmebildkameras durch eingetragene Vereine, die der Förderung des Jagdwesens, des Natur- oder Tierschutzes dienen.[5][6]
- Am Mähwerk kann ein mechanischer Wildretter angebracht werden. Es handelt sich um einen Balken, der die Arbeitsbreite des Mähwerkes etwa um das Doppelte überragt. An diesem Balken werden Ketten angebracht, die fast bis auf den Boden reichen. Wenn beim Arbeiten diese Ketten ein Stück Wild streifen, wird dieses aufgescheucht und kann vom Fahrer wahrgenommen werden.
- Die Wiese sollte von innen nach außen gemäht werden, da das Wild immer versuchen wird, in Richtung der Deckung zu flüchten.[7]
- Mit Infrarot-Sensoren kann das Wild unter bestimmten Bedingungen zwar sicher erkannt werden, allerdings nicht tagsüber bei starker Erwärmung der Fläche durch Sonneneinstrahlung. An der Entwicklung solcher Sensoren und von Mikrowellen-Sensoren wird noch geforscht.

## Rechtliches
Das Unterlassen von Maßnahmen zur Wildrettung kann strafrechtliche Konsequenzen für den Landwirt haben, wegen Tötung von Wirbeltieren ohne vernünftigen Grund nach dem deutschen Tierschutzrecht. Ferner kann er dem Jagdausübungsberechtigten zu Schadensersatz verpflichtet sein.